# Končar Group
КО́НЧАР Груп (хорв. Grupa KONČAR, англ. KONČAR Group) — хорватська публічна компанія, розташована в Загребі,  виробник електротехніки, побутових електроприладів, електротранспорту і продукції для енергетичної галузі.

## Подробиці
Складається із материнської компанії та 20 дочірніх підприємств, в яких материнська компанія володіє контрольним пакетом акцій (понад 50% голосів на загальних зборах). Налічує майже 4 000 працівників. Річний обсяг продажів сягає 400 млн євро, половину з яких дає експорт. Останніми роками «Кончар» поставляє свою продукцію і установки у понад 100 країн світу на всіх материках.
Компанія зареєстрована на Загребській фондовій біржі. Найбільшим акціонером (28,17%) підприємства є Хорватський поштовий банк.
Компанія має три іноземні представництва: у Москві (Росія), у Мостарі (БіГ) і у Белграді (Сербія).
У 2012 році найважливішим ринком експорту була Німеччина (11% експорту), далі Швеція, Чехія, Боснія і Герцеговина, Фінляндія, Туреччина, Сербія, Австрія, Словенія, Косово і Росія.

## Історія
Заснована в 1921 року як невелике, але на свій час досить передове підприємство з виробництва електричних двигунів у Загребі. Після Другої світової війни югославські комуністи націоналізували підприємство і назвали його на честь народного героя Югославії, бійця антигітлерівського опору Раде Кончара. До 1990-х років фірма «Раде Кончар» була у багато разів більша і налічувала приблизно 25 000 працівників. З 1961 до 1984 року генеральним директором фірми був майбутній автор югославської економічної реформи Анте Маркович. Саме під його керівництвом чисельність зайнятих на підприємстві зросла з 2 000 до 25 000, серед яких було 4 500 інженерів.

## Галерея виробів

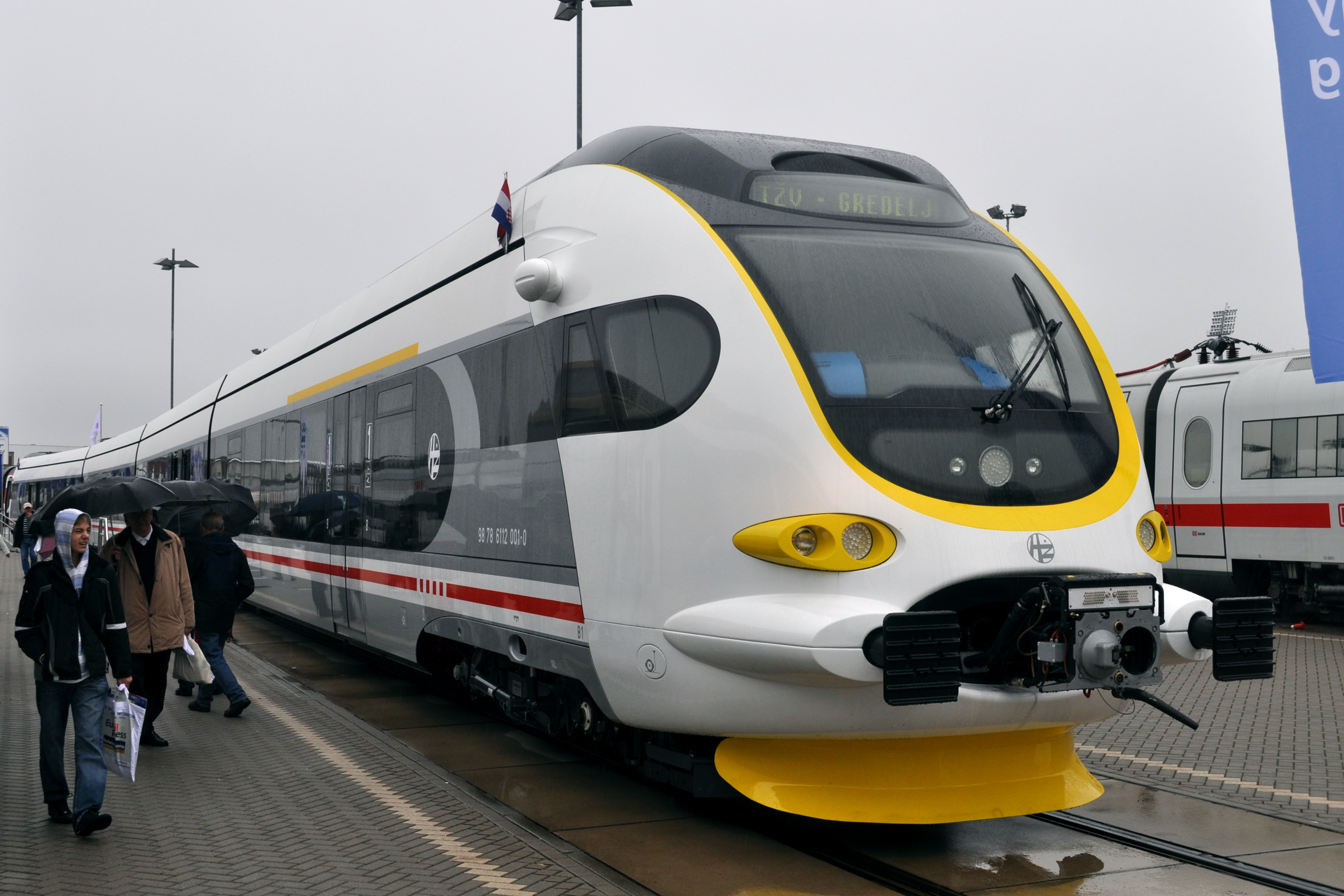
Нові електропоїзди Хорватських залізниць
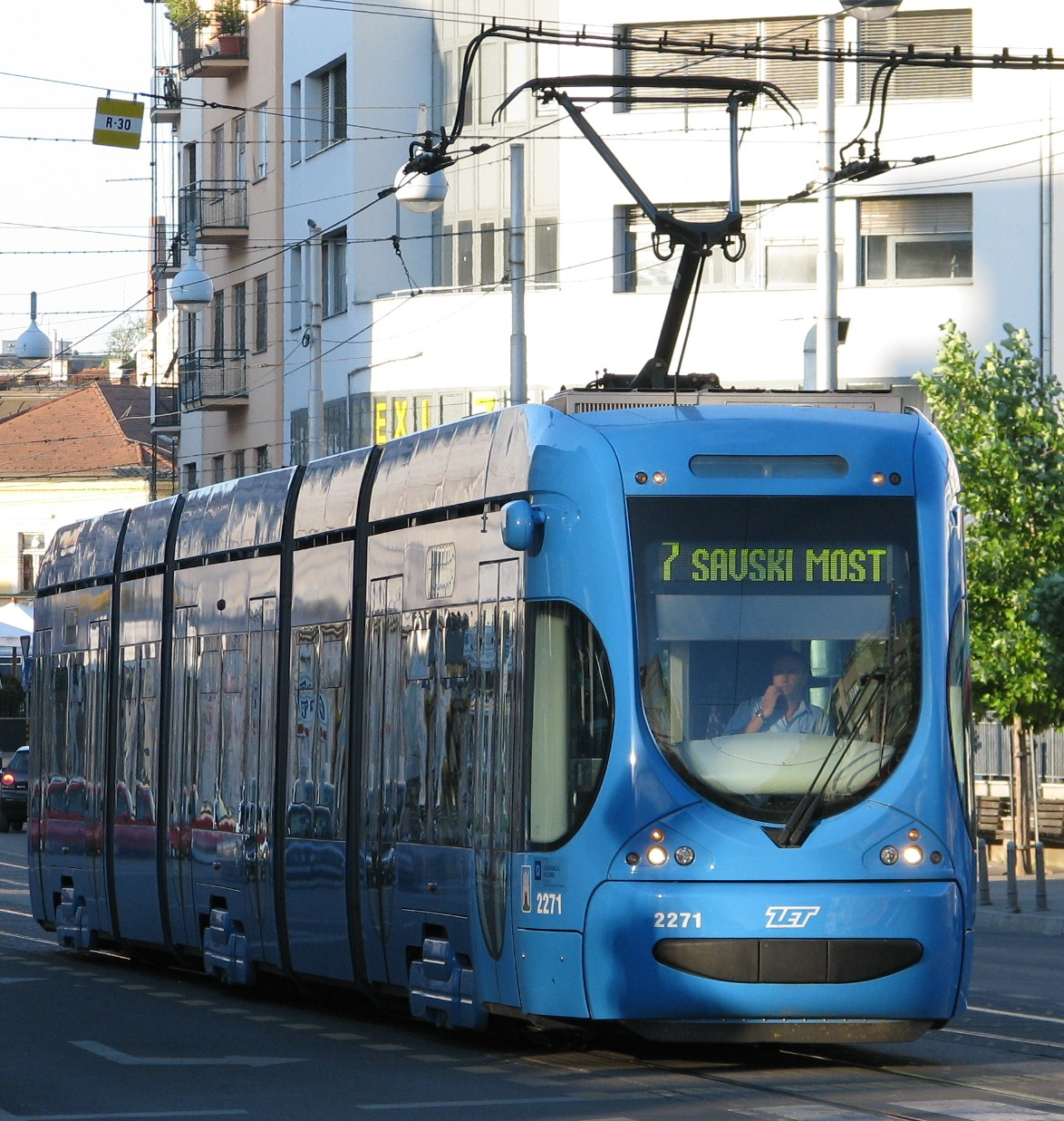
Сучасний низькопідлоговий зчленований трамвай TMK 2200
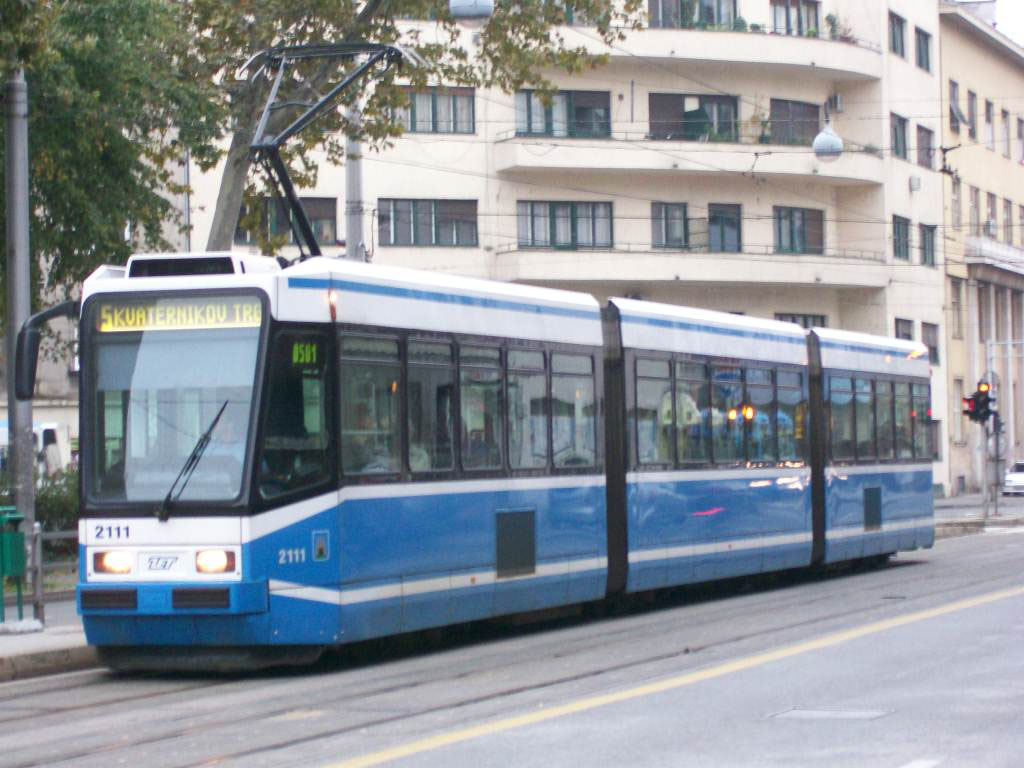
Старіший трамвай TMK 2100 на лінії у Загребі